# Zemné
Zemné (Hongaars:Szímő) is een Slowaakse gemeente in de regio Nitra, en maakt deel uit van het district Nové Zámky. Zemné telt 2211 inwoners.
In 2011 verklaarde 70 procent van de bevolking te behoren tot de Hongaarse minderheid in Slowakije.

## Geboren in Zemné
- Ányos Jedlik (1800-1895), Hongaars uitvinder